# Ritorno dall'ignoto
Ritorno dall'ignoto (Return from Witch Mountain) è un film del 1978 diretto da John Hough, seguito di Incredibile viaggio verso l'ignoto del 1975. La sceneggiatura di Malcolm Marmorstein è basata su un romanzo di Alexander Key.

## Trama
Una coppia di ragazzini extraterrestri, tornati sul nostro pianeta per una vacanza, sono catturati da una coppia di criminali che vorrebbero sfruttare per scopi di malefico potere le loro insolite doti.

## Distribuzione

### Divieti
Negli Stati Uniti d'America la MPAA ha classificato il film come film per tutti (G).

## Accoglienza

### Incassi
Il film ha incassato un totale mondiale di 16393000 $.

### Critica
Sull'aggregatore di recensioni Rotten Tomatoes il film riceve il 50% delle recensioni positive, mentre su Metacritic ha un punteggio di 51 su 100 basato su 6 recensioni.